# Le Chat qui a vécu un million de fois
Le Chat qui a vécu un million de fois (１００万回生きたねこ, Hyakumankai ikita neko) ou Le chat aux millions de vies est un conte japonais illustré pour enfants, écrit par Yōko Sano en 1977.
Par métempsycose, un chat passe d'un propriétaire à un autre (roi, marin…) et subit de nombreuses morts violentes. Dans la dernière partie du livre, le chat n'a pas de maître et découvre l'amour.